# Cinachyrella amphiacantha
Cinachyrella amphiacantha är en svampdjursart som först beskrevs av Topsent 1904.  Cinachyrella amphiacantha ingår i släktet Cinachyrella och familjen Tetillidae. Inga underarter finns listade i Catalogue of Life.